# Veratrum dolichopetalum
Veratrum dolichopetalum är en nysrotsväxtart som beskrevs av Otto Loesener. Veratrum dolichopetalum ingår i släktet nysrötter, och familjen nysrotsväxter. Inga underarter finns listade.